# Hiroshima Green Arena
Die Hiroshima Green Arena (jap. 広島県立総合体育館; Hiroshima Kenritsu Sōgō Taiikukan) ist eine Sportarena in Hiroshima für Konzerte und Sportereignisse. Neben mehreren Hallen gibt es auch einen Swimmingpool und Trainingsräume in der Anlage. Sie war Austragungsort einiger Vorrundenspiele der Basketball-Weltmeisterschaft 2006.